# Muharem Huskovic
Muharem Huskovic (5 marzo 2003) è un calciatore austriaco, attaccante del Blau-Weiß Linz, in prestito dall'Austria Vienna.

## Carriera

### Club
Cresciuto nel settore giovanile del Kremser SC (con cui gioca dal 2009 al 2016), nel 2016 si accasa all'Austria Vienna, club della prima divisione austriaca, con cui trascorre altre quattro stagioni giocando nelle giovanili. Nel corso della stagione 2019-2020 esordisce inoltre con la squadra riserve del club viennese, con cui segna cinque reti in nove presenze nella seconda divisione austriaca. L'anno seguente viene poi aggregato in pianta stabile a tale formazione, con cui segna ulteriori quattro reti in 24 presenze in seconda divisione; inoltre, il 26 gennaio 2021 ha anche esordito in prima squadra, in occasione dell'incontro di Bundesliga vinto per 4-0 contro sul campo dell'Admira Wacker M.: si tratta tuttavia della sua unica presenza stagionale in prima squadra, anche se poi a partire dalla stagione 2021-2022 pur giocando ancora alcune partite (quattro) con la squadra riserve gioca esclusivamente in prima squadra, con cui segna due gol in 14 partite di campionato giocate. Nella stagione 2022-2023 esordisce invece nelle competizioni UEFA per club, disputando una partita nei turni preliminari di Europa League e tre partite nella fase a gironi di Conference League.

### Nazionale
Ha giocato nelle nazionali giovanili austriache Under-16, Under-17, Under-18, Under-19 ed Under-21.

## Statistiche

### Presenze e reti nei club
Statistiche aggiornate al 7 ottobre 2022.
| Stagione                 | Squadra                  | Campionato               | Campionato | Campionato | Coppe nazionali | Coppe nazionali | Coppe nazionali | Coppe continentali | Coppe continentali | Coppe continentali | Altre coppe | Altre coppe | Altre coppe | Totale | Totale |
| Stagione                 | Squadra                  | Comp                     | Pres       | Reti       | Comp            | Pres            | Reti            | Comp               | Pres               | Reti               | Comp        | Pres        | Reti        | Pres   | Reti   |
| ------------------------ | ------------------------ | ------------------------ | ---------- | ---------- | --------------- | --------------- | --------------- | ------------------ | ------------------ | ------------------ | ----------- | ----------- | ----------- | ------ | ------ |
| 2019-2020                | Austria Vienna II        | 1L                       | 9          | 5          |                 | -               | -               |                    | -                  | -                  |             | -           | -           | 9      | 5      |
| 2020-2021                | Austria Vienna II        | 1L                       | 24         | 4          |                 | -               | -               |                    | -                  | -                  |             | -           | -           | 24     | 4      |
| 2021-2022                | Austria Vienna II        | 1L                       | 4          | 0          |                 | -               | -               |                    | -                  | -                  |             | -           | -           | 4      | 0      |
| Totale Austria Vienna II | Totale Austria Vienna II | Totale Austria Vienna II | 37         | 9          |                 | -               | -               |                    | -                  | -                  |             | -           | -           | 37     | 9      |
| 2020-2021                | Austria Vienna           | BL                       | 1          | 0          | CA              | -               | -               |                    | -                  | -                  |             | -           | -           | 1      | 0      |
| 2021-2022                | Austria Vienna           | BL                       | 14         | 2          | CA              | 1               | 0               | UECL               | 0                  | 0                  |             | -           | -           | 15     | 2      |
| 2022-2023                | Austria Vienna           | BL                       | 7          | 0          | CA              | 1               | 0               | UEL+UECL           | 1+3                | 0                  |             | -           | -           | 12     | 0      |
| Totale carriera          | Totale carriera          | Totale carriera          | 59         | 11         |                 | 2               | 0               |                    | 4                  | 0                  |             | -           | -           | 65     | 11     |